# Oleksandr Koltchenko
Pour les articles homonymes, voir Oleksandr Kolchenko.
Oleksandr Oleksandrovytch Koltchenko (en ukrainien : Олександр Олександрович Кольченко), né le 26 novembre 1989 à Simferopol, est un syndicaliste et militant de gauche antifasciste, anarchiste et écologiste ukrainien.
Il est impliqué avec trois autres militants ukrainiens de Crimée, Oleksi Chyrniy, Hennady Afanasiev et Oleh Sentsov, dans l'affaire criminelle dite des « terroristes de Crimée ». Tous les quatre ont été arrêtés et emprisonnés en Russie après l'annexion de la Crimée par la fédération de Russie. Il est libéré le 7 septembre 2019 au cours d'un échange de prisonniers entre l'Ukraine et la Russie.

## Biographie
En Crimée, Oleksandr Koltchenko a milité dans le mouvement antifasciste, activité qui lui a valu d'être agressé par des militants d'extrême droite. Tout en suivant des études universitaires à la faculté de géographie, il a travaillé comme manutentionnaire à la poste et dans une imprimerie.

### Arrestation
Oleksandr Koltchenko a été arrêté le 16 mai 2014 à Simferopol, en Crimée. Il a été inculpé pour l'incendie volontaire des bureaux de deux organisations politiques russes, ainsi que pour avoir projeté de faire sauter le monument commémoratif soviétique en Crimée.
Le 23 mai 2014, il a été transféré à Moscou et incarcéré dans la prison de Lefortovo. En dépit de ses affiliations de gauche et antifascistes, il a été accusé d'appartenir à l'organisation ultranationaliste ukrainienne Secteur droit et de préparer des attaques terroristes.
En juin 2015, l'enquête sur l'affaire Koltchenko et Sentsov s'est achevée et l'affaire est passée en jugement. Le 31 juillet 2015, le tribunal militaire de Rostov-sur-le-Don a commencé les audiences sur cette affaire.
L'accusation contre Koltchenko et Sentsov est principalement fondée sur des éléments fournis par deux autres « terroristes de Crimée », Chyrni et Afanasiev, diffusés à la télévision russe. Mais tous deux ont refusé de témoigner devant le tribunal. Afanasyev a déclaré que ses témoignages avaient été obtenus sous la torture.

### Défense
Oleksandr Koltchenko a rejeté toutes les accusations de terrorisme. Il a admis sa participation à l'incendie volontaire des bureaux du parti Russie unie, mais nié qu'il se soit agi de terrorisme : l'attaque a été commise de nuit, lorsque les participants savaient les bureaux inoccupés, et sans aucune intention de mettre la vie de quiconque en danger. Selon l'organisation de défense des droits de l'homme Memorial, les attentats similaires commis contre des bureaux du parti en Russie avaient jusque là toujours été qualifiés d'incendies criminels ou de hooliganisme, jamais de terrorisme.
Oleksandr Koltchenko et son avocate Svetlana Sidorkina ont toujours soutenu que la seule accusation fondée était celle de hooliganisme ou de vandalisme. Oleksandr Koltchenko a également réfuté toute appartenance au parti politique Secteur droit, interdit en Russie. Il a souligné l'incompatibilité de ses convictions de gauche et antifascistes avec l'adhésion à l'organisation d'extrême droite. Le Secteur droit a lui-même publié un communiqué de presse indiquant que les quatre personnes considérées par les autorités russes comme des « terroristes de Crimée » n’avaient rien à voir avec ce parti.
Les autorités ont refusé à Sentsov et Koltchenko l'assistance consulaire ukrainienne, au motif qu'ils seraient citoyens russes. Selon son avocate, Oleksandr Koltchenko a été doté illégalement d'un passeport russe, daté du 26 mai 2014, alors qu'il était déjà en détention. Oleksandr Koltchenko a déposé une plainte auprès de la Cour européenne des droits de l'homme, contre le fait que la citoyenneté russe lui avait été conférée de force,.

### Condamnation
Le 25 août 2015, le tribunal militaire présidé par le juge Sergueï Mikhaïliouk condamne Oleksandr Koltchenko et Oleh Sentsov à 10 et 20 ans de prison respectivement,. Lorsque le verdict est prononcé, les condamnés chantent l'hymne national ukrainien,,.

## Soutiens et réactions

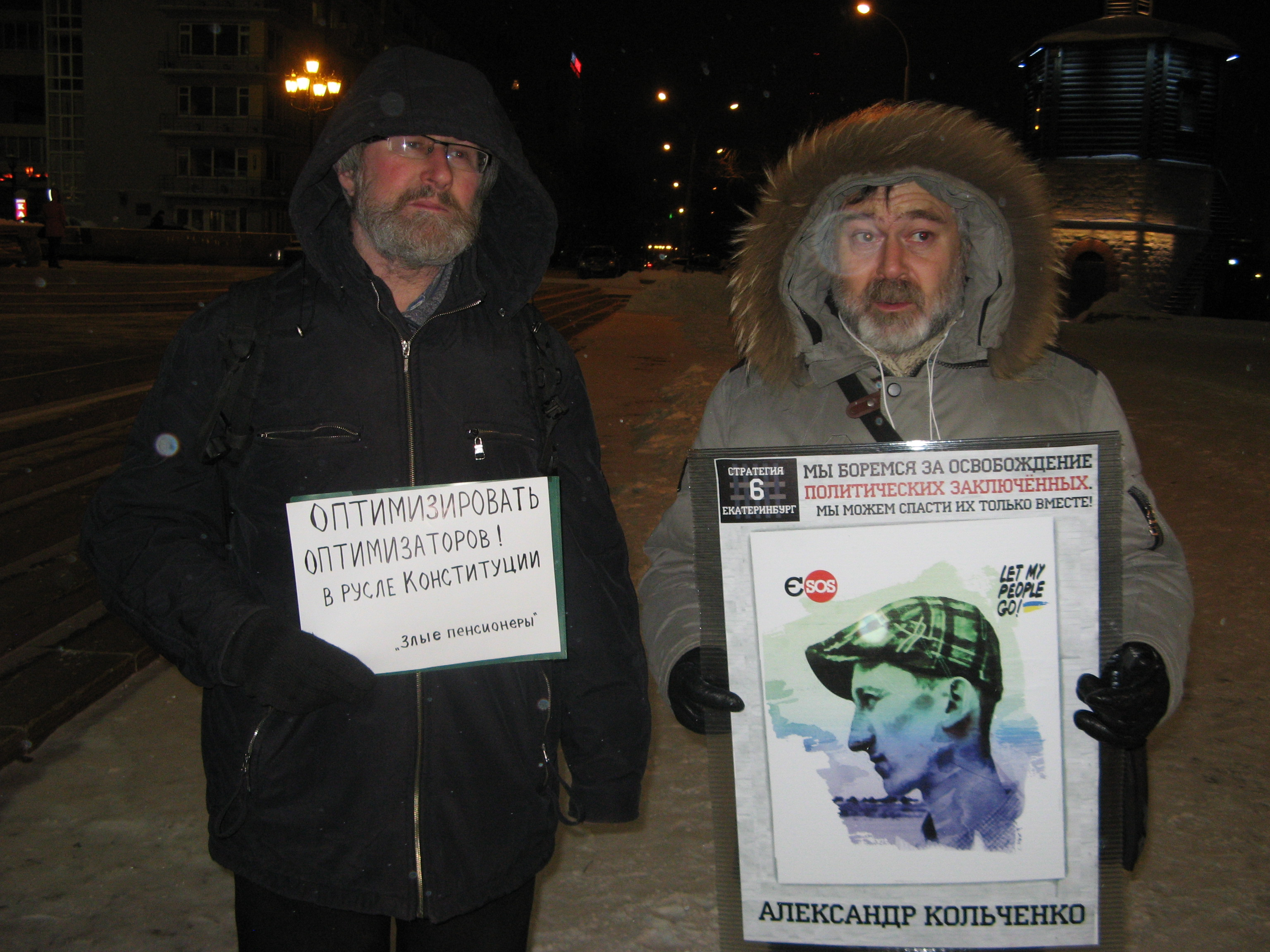
Piquet de soutien en faveur d'Oleksandr Koltchenko à Iekaterinbourg, le 6 février 2017.

Le procès hautement politisé de Sentsov et Koltchenko rencontre un large écho en Ukraine et dans le monde. De nombreuses organisations ou institutions de défense des droits de l'homme, telles que l'Organisation pour la sécurité et la coopération en Europe, Amnesty International, la Fédération internationale des ligues des droits de l'homme, No Border, la Confédération européenne des syndicats et la Cour européenne des droits de l'homme, ont appelé à sa libération,,,,.

### Dimension politique
Memorial et Amnesty International reconnaissent Olexandr Koltchenko en tant que prisonnier politique. Il a ouvertement manifesté son opposition à l'occupation de la Crimée par la Russie, provoquant une violente réaction des autorités russes. L'avocate de Koltchenko, Svetlana Sidorkina, compare le verdict à ceux des Grandes Purges de Staline. Elle annonce son intention de faire appel à la Cour suprême de la fédération de Russie et à la Cour européenne des droits de l'homme.

## Documentaire
En 2017, sort en salles un documentaire sur l'affaire, intitulé The Trial: The State of Russia vs Oleg Sentsov et réalisé par Askold Kourov.

## Libération et retour en Ukraine
Koltchenko est libéré le 7 septembre 2019 au cours d'un échange de prisonniers entre l'Ukraine et la Russie.
Après l'invasion de l'Ukraine par la Russie en 2022, Koltchenko suit un entraînement au combat à Kiev au printemps, puis signe un contrat avec les forces armées de l'Ukraine. Il se bat dans le sud du pays. En avril, il se marie.